# Diasporus tinker
Diasporus tinker är en groddjursart som först beskrevs av Lynch 200.  Diasporus tinker ingår i släktet Diasporus och familjen Eleutherodactylidae. IUCN kategoriserar arten globalt som livskraftig. Inga underarter finns listade i Catalogue of Life.